# Internationales Bühler Bluegrass Festival
Das Internationale Bühler Bluegrass Festival findet seit 2003 alljährlich im April/Mai in Bühl statt und präsentiert jedes Jahr vier bis sieben Bands aus den USA, Kanada und Europa. 
Das musikalische Spektrum reicht von Oldtime, Bluegrass und Folk bis hin zu Americana. Veranstalter sind die Stadt Bühl und die Bühler Kleinkunstbühne „Schüttekeller“. Seit 2011 ist die Stadt Bühl alleiniger Veranstalter. Durch das Programm führte bis 2015 der Radiomoderator und Sachbuchautor Walter Fuchs, 2016 übernahm sein Sohn Patrick Fuchs die künstlerische Leitung und die Moderation.
Das bis 2008 auf jeweils einen Tag beschränkte Festival findet wegen der großen Zuschauerresonanz seit 2009 an zwei Tagen statt. 2013 fand es aus Kostengründen ausnahmsweise eintägig statt, seit 2014 ist das Festival wieder zweitägig.
Seit 2017 wird der erste Festivaltag auf das Gelände des Hauptsponsors (ein Landmaschinenhandel) verlegt. Der zweite Festivaltag verbleibt im Bürgerhaus Neuer Markt.
Zum Konzept des Festivals gehört von Anfang an auch eine Open-Air-Veranstaltung am Samstagvormittag auf dem Johannesplatz in der Bühler Innenstadt. Lediglich 2017 musste man aus organisatorischen Gründen auf die für den Autoverkehr gesperrte Hauptstraße ausweichen.

## Geschichte
Vorläufer der Bühler Veranstaltung war das Güglinger Bluegrass Festival; ein von 1986 bis 2001 in Güglingen (Lkr. Heilbronn) veranstaltetes jährliches Musikfestival. Es wurde bald nach seiner Gründung zum bedeutendsten Bluegrass-Festival in Kontinental-Europa. Zu den bekanntesten Bands der amerikanischen Bluegrass-Szene, die in Güglingen auftraten, gehören The Nashville Bluegrass Band, Country Gazette, The Tony Rice Unit, Laurie Lewis & Grant Street, Tim O’Brien & the O’Boys. Das Güglinger Bluegrass-Festival fand 2001 zum letzten Mal statt; offiziell nicht wegen mangelnder Zuschauerresonanz, sondern wegen organisatorischer Probleme.
Bluegrass- und Country-Musikexperte Walter Fuchs und der damalige Oberbürgermeister der Stadt Bühl Hans Striebel hoben 2002, gemeinsam mit dem städtischen Leiter des Fachbereichs Kultur Hans Störk und Rüdiger Schmitt von der Kleinkunstbühne „Schüttekeller“, das Internationale Bühler Bluegrass Festival aus der Taufe, das nach einjähriger Vorbereitung am 12. April 2003 erstmals stattfand. Inzwischen ist das Festival die wichtigste Veranstaltung für Bluegrass Folk und Americana Music im gesamten deutschsprachigen Raum.

## Liste der Künstler, die bisher beim Internationalen Bühler Bluegrass Festival auftraten
| Datum            | Künstler |
| ---------------- | --- |
| 16./17. Mai 2025 | Bluegrass Cash & Kikki Géron (D/NL), Hayseed Dixie (USA), Taff Rapids (UK), Blue Weed (I), The Slocan Ramblers (CAN), Kristy Cox & Grasstime (AUS/USA)                                                   |
| 3./5. Mai 2024   | Lonesome Ace Stringband (CAN), Truffle Valley Boys (I), Bashed Potatoes (D), Bertolf & Bluefinger (NL), Cole Quest & The City Pickers (USA), John Jorgenson Bluegrass Band (USA), Irene Kelley (USA)     |
| 5./6. Mai 2023   | Johnny & The Yooahoos (D), Blue Grass Boogiemen (NL), Boom Ditty (F), Cousin Hatfield (NL), Fog Holler (USA), Level Best (USA)                                                                           |
| 13./14. Mai 2022 | Seth Mulder & Midnight Run (USA), The Hackensaw Boys (USA), Old Salt (B), Chatham County Line (USA) |
| 17./18. Mai 2019 | Henhouse Prowlers (USA), Dieselknecht (D), Bluegrass Breakdown (D), Stereo Naked (D), Lonesome Ace Stringband (CAN), Rob Ickes & Trey Hensley (USA), Jeff Scroggins & Colorado (USA)                     |
| 11./12. Mai 2018 | Pert Near Sandstone (USA), Murder Murder (CAN), St. Beaufort (D), Ila Auto (NOR), Sierra Hull (USA), Peter Rowan (USA) & Red Wine (I)                                                                    |
| 19./20. Mai 2017 | Jussi Syren & The Groundbreakers (FIN), The Dead South (CAN), Dapper Dan Men (D), The Country Pickers (CH), Curly Strings (EST), Chris Jones & The Night Drivers (USA), Balsam Range (USA)               |
| 13./14. Mai 2016 | Thomm Jutz & Milan Miller (USA), Ruben & Matt and The Truffle Valley Boys (I), Flats & Sharps (GB), The Dead South (CAN), Monroe Crossing (USA), Claire Lynch Band (USA)                                 |
| 15./16. Mai 2015 | New Step In Grass (F), Dunderhead (S), Growling Old Men (USA/D), Rawhide (B), Milk Drive (USA), Doyle Lawson & Quicksilver (USA)                                                                         |
| 2./3. Mai 2014   | Field & Thompson (USA), Foghorn Stringband (USA), John Lowell Band (USA), Tabea & TRAM (CH/I), Tumbling Bones (USA), Della Mae (USA)                                                                     |
| 4. Mai 2013      | Chris Jones & The Night Drivers (USA), The Deadly Gentlemen (USA), Monroe Crossing (USA), The Roys and Band (USA/CAN)                                                                                    |
| 4./5. Mai 2012   | Bluegrass 43 (F), Oh My Darling (CAN), G-Runs‘n Roses (CZ), Alecia Nugent (USA), Tabea & Bluegrass Stuff (CH/I), The Gibson Brothers (USA)                                                               |
| 13./14. Mai 2011 | Sunny Mountain Grass (CH), Valerie Smith & Liberty Pike (USA), Redgrass (CAN), The Toy Hearts (GB), Special Consensus (USA), Doyle Lawson & Quicksilver (USA)                                            |
| 14./15. Mai 2010 | 4WheelDrive & Jolanda Peters (NL), Uncle Earl (USA), The Midnight Ramblers (USA), G2 Bluegrass Band (S), James Talley & 4WheelDrive (USA/NL), The Sons of Navarone (B)                                   |
| 1./2. Mai 2009   | Wayne Henderson & Helen White (USA), The Looping Brothers (D), Crooked Still (USA), Nugget (A), Laurie Lewis & The Right Hands (USA), Randy Waller & The Country Gentlemen (USA), The Moonlighters (USA) |
| 3. Mai 2008      | Main Spring (D), Frigg (FIN), Don Rigsby & Midnight Call (USA), The Infamous Stringdusters (USA) |
| 5. Mai 2007      | Sacred Sounds Of Grass (D), Turquoise (F), Roland Heinrich & The Jimmie Rodgers Experience (D), The Wilders (USA), The Claire Lynch Band (USA)                                                           |
| 29. April 2006   | Night Run (D), Red Wine (I), Chris Jones & The Night Drivers (USA), Valerie Smith & Liberty Pike (USA)                                                                                                   |
| 9. April 2005    | Grand Ole Country (NL), Lost Highway (USA), Nugget (A), The Crooked Jades (USA) |
| 3. April 2004    | Bluegrass Boogiemen (NL), One4Five (D), The Musselwhite Family (USA), Turquoise (F), The Kathy Kallick Band (USA)                                                                                        |
| 12. April 2003   | Groundspeed (D), 4 Wheel Drive (NL), Bluegrass Stuff (I), Special Consensus (USA) |